# Johann Octavian Salver

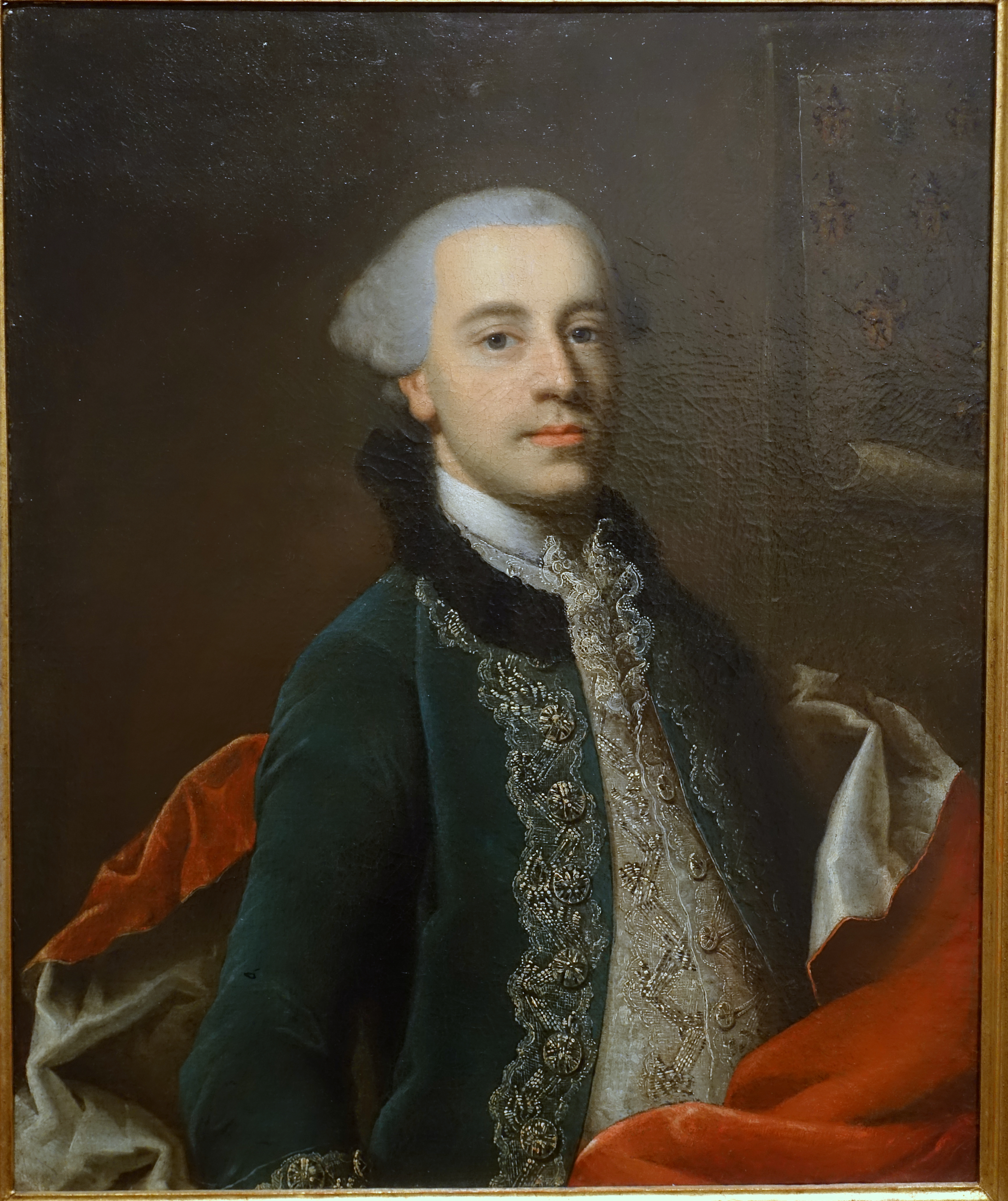
Johann Octavian Salver, Porträt von Georg Anton Abraham Urlaub (1765)

Johann Octavian Salver (* 19. Mai 1732 in Würzburg; † 23. April 1788) war ein deutscher Genealoge.
Johann Octavian Salver stammte aus dritter Ehe des Kupferstechers Johann Salver. Er besuchte das Gymnasium, später die Universität. Er studierte Rechtswissenschaften und Geschichte, sein besonderes Interesse galt der Heraldik. Seine Begabung zu Zeichnen konnte er aufgrund fehlender Finanzmittel nicht in seine Studien aufnehmen, er fertige jedoch bereits in jungen Jahren Karten an. Später zeichnete er für die Würzburger Geschichte bedeutsame Münzen und Medaillen der Sammlung von Fürstbischof Franz Ludwig von Erthal ab und stieg 1773 zum fürstlichen Archivar auf. Sein Hauptwerk erschien 1775 mit 300 Kupferstichen von Johann Christian und Johann Oswald Berndt.

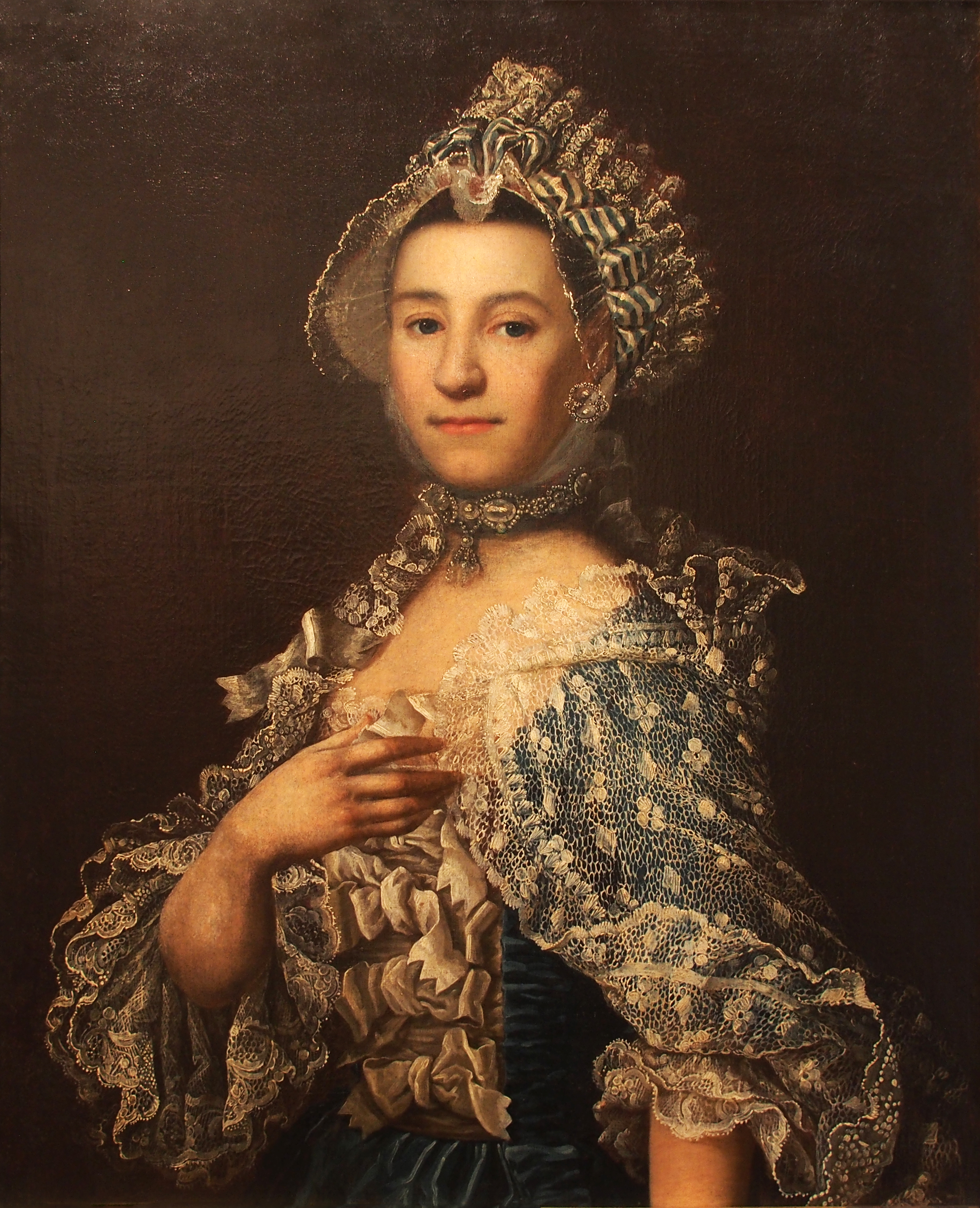
Maria Salver, Ehefrau von Johann Octavian Salver, Witwe des Malers Georg Anton Urlaub

Es war für ihn zwar kein finanzieller Erfolg, aber die Arbeit ist aufgrund ihres Umfangs und ihrer Genauigkeit für die heutige Geschichtsforschung von Bedeutung, zeigt sie doch z. B. auch Kunstdenkmale, die heute zerstört sind. Er beschäftigte sich unter anderem mit der Genealogie und den Wappen der Ritterschaft des Kantons Baunach und den Epitaphen der Würzburger Bischöfe und Domherren.

## Bibliografie
- Johann Octavian Salver: Matrikel und Wappenbuch der florierenden, erloschenen und hinweggezogenen hohen Rittergliedern einer unmittelbaren freyen Reichs Ritterschaft Landes zu Franken löbl. Orts an der Baunach. Würzburg 1785.
- Johann Octavian Salver: Proben des hohen Teütschen Reichs Adels oder Sammlungen alter Denkmäler, Grabsteine, Wappen, Inn- und Urschriften, u. d. Nach ihrem wahren Urbilde aufgenommen, unter offener Treüe bewähret, und durch Ahnenbäume auch sonstige Nachrichten erkläret und erläuteret. Würzburg 1775. Digitalisat